# Kateri Tekakwitha
H. Kateri Tekakwitha (1656 - 17 april 1680), bekeerlinge en beschermheilige van ecologen.
Ze werd geboren als dochter van Algonquin moeder en Mohawk vader in Ossernenon, nabij het huidige Auriesville, New-York, en kreeg de naam Tekakwitha, "Zij die met aarzeling vooruitgaat". Toen ze vier jaar was, overleden haar ouders bij een pokkenepidemie, waaraan ze zelf littekens over hield in haar gezicht en waardoor ze slecht kon zien. Ze werd opgevangen in missiepost waar ze zich bekeerde op 19-jarige leeftijd tot het katholicisme en werd gedoopt met de naam Kateri, naar Catharina van Siena. Hierop werd ze verstoten door haar familie en vluchte ze naar Quebec.
Ze werd zalig verklaard door paus Johannes Paulus II in 22 juni 1980 en heilig verklaard door paus Benedictus XVI op 21 oktober 2012. Ze is de eerste Rooms-katholieke native Amerikaanse heilige van de Verenigde Staten en Canada.